# Birger Larsen (fodboldspiller)
 For alternative betydninger, se Birger Larsen. (Se også artikler, som begynder med Birger Larsen)
Birger Hvirring Larsen (født Ole Hvirring Larsen, 27. marts 1942, død 28. januar 2024) var en dansk fodboldspiller, der spillede hele sin karriere i Boldklubben Frem. Han spillede tolv kampe for Danmarks fodboldlandshold og deltog desuden i EM i fodbold 1964.